# Leziune (drept)
În drept civil, leziunea poate fi și o pagubă materială pe care o suferă o parte contractantă. 
Partea prejudiciată poate cere, în condițiile legii, anularea actului pentru leziune prin acțiune în resciziune.